# Megalops
Megalops is een geslacht van straalvinnige vissen uit de familie van tarpons (Megalopidae).
Het geslacht is voor het eerst wetenschappelijk beschreven in 1803 door Bernard Germain de Lacépède.

## Soorten
- Megalops atlanticus Valenciennes, 1847 – Tarpoen
- Megalops cyprinoides (Broussonet, 1782) – Indopacifische tarpoen